# José I de Constantinopla
José I de Constantinopla, dito Galesiotes, foi o patriarca grego ortodoxo de Constantinopla por duas vezes, primeiro entre 28 de dezembro de 1266 e maio de 1275 e depois, entre 31 de dezembro de 1282 até a sua morte em 23 de março de 1283.

## Vida e obras
José se casou ainda jovem, mas, quando sua esposa morreu, ele se tornou um monge, função na qual demonstrou uma admirável preocupação com os pobres. Ele se tornou amigo próximo de Miguel VIII Paleólogo, chegando a ser seu confessor, e foi um dos protagonistas na crise religiosa que se abateu sobre o Império Bizantino depois que Miguel mandou cegar o jovem João IV Láscaris (herdeiro do último imperador de Niceia Teodoro II Láscaris).
Ele forçou a abdicação do patriarca anterior, Germano III, e se elegeu para a função em 1266. Logo no início de seu patriarcado, ele cancelou a excomunhão de Miguel VIII que havia sido proferida por Arsênio Autoriano - justamente por ele ter tomado o trono de João IV - e foi um feroz adversário da chamada União das Igrejas, a reunificação com a Igreja Católica determinada no Primeiro Concílio de Lyon (1245), uma luta que foi a sua ruína.
José foi forçado a abdicar em 1275 por causa disso, mas, no entanto, quando Andrônico II Paleólogo subiu ao trono, João XI Bekkos (favorável à união) foi forçado a abdicar e ele foi novamente alçado ao trono patriarcal, de onde saiu apenas quando morreu, três meses depois, em 23 de março de 1283.